# Давини (Мантова)
Давини је насеље у Италији у округу Мантова, региону Ломбардија.
Према процени из 2011. у насељу је живело 15 становника. Насеље се налази на надморској висини од 125 м.